# Angus (Escocia)
Angus (en gaélico escocés: Aonghas) es un concejo de Escocia (Reino Unido). Limita con los concejos de Aberdeenshire, Perth and Kinross y Dundee. La capital administrativa es Forfar y la localidad más poblada, Arbroath.
Angus, llamado hasta 1928 Forfarshire, fue uno de los condados históricos de Escocia hasta 1975 en que fue convertido en uno de los distritos de la región de Tayside. Esta división administrativa duró hasta 1996 en que fue dividida en tres concejos, uno de los cuales fue Angus. Los límites actuales son los mismos que tenía el antiguo condado excepto la ciudad de Dundee que fue segregada para formar un concejo propio.
Geográficamente, Angus se puede dividir en tres áreas: al norte y oeste, el área de los llamados cinco Valles de Angus (Angus Glens) de topografía montañosa. Está escasamente poblada y la economía es predominantemente rural. Al sur y este la topografía es de suaves colinas bordeando el mar. Está más densamente poblada, contiene las mayores poblaciones del concejo y la ciudad de Dundee en la costa. Entre ambas zonas se encuentra el valle de Strathmore, palabra gaélica que significa el Gran Valle, muy fértil y donde pasta el ganado vacuno autóctono llamado Aberdeen angus.
Las principales poblaciones del concejo son las siguientes: Forfar, capital y centro administrativo del concejo, Arbroath, Brechin, Carnoustie, Kirriemuir, Monifieth y Montrose.

## Localidades con población (2016)
- Arbroath 23,940
- Birkhill 2,070
- Brechin 7,400
- Carnoustie 11,360
- Edzell 860
- Ferryden 1,220
- Forfar 14,230
- Friockheim 980
- Hillside 1,210
- Kirriemuir 6,120
- Letham 1,640
- Liff 900
- Monifieth 8,110
- Montrose 12,100
- Newtyle 700
- Wellbank 620[5]